# رطب

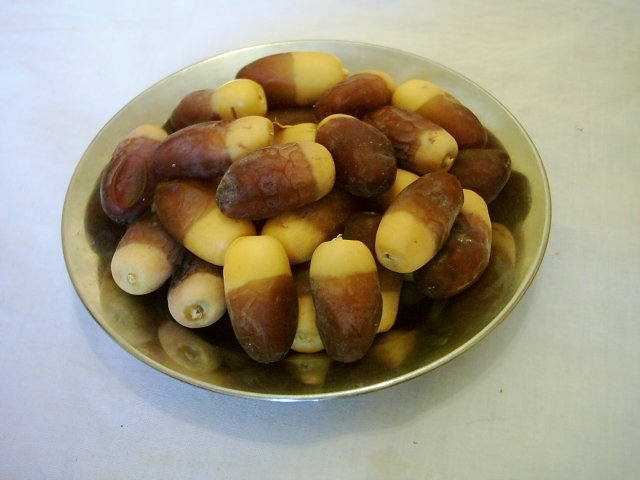
الرطب

الرُطَب هو المرحلة التي تأتي بعد البسر. الرطب يمتاز بكثرة الماء به، وقشرته تبدأ تزول بعض الشيء عن لبه. والتمر هو المرحلة التي تأتي بعد الرطب.

## القيمة الغذائية
- نسبة الماء في الرطب تصل إلى 52%.
- نسبة الكاربوهيدرات تصل إلى 27%.
- تحتوي على سعرات حرارية قليلة.
- يحتوي على حمض الفوليك الغني بفتامين ج.
- الرطب غني بالألياف.

## طريقة الحفظ
يحفظ الرطب في كيس بلاستيكي محكم الإغلاق، أو في الأكياس المخصصة للتفريز، ومن الممكن وضعه في الثلاجة لمدة تترواح من أسبوعين إلى ثلاثة أسابيع.